# 関東テキヤ一家 浅草の代紋
『関東テキヤ一家 浅草の代紋』（かんとうてきやいっか えんこのだいもん）は、1971年12月17日に公開された日本の映画。90分。監督は原田隆司、主演は菅原文太。

## 概要
『関東テキヤ一家シリーズ』第5作にして最終作。
キャッチコピーは“浅草＜エンコ＞大祭礼をドスで割る！”、“ご存知、文太テキヤシリーズ第5弾!!”。
本作は監督が鈴木則文から原田隆司に代わり、音楽も菊池俊輔から津島利章に代わるなど、スタッフが一新している。

## スタッフ
- 監督：原田隆司
- 企画：俊藤浩滋、佐藤雅夫
- 脚本：鳥居元宏
- 撮影：鈴木重平
- 美術：石原章
- 音楽：津島利章
- 録音：東城絹児郎
- 照明：中山浩雄
- 編集：神田忠男
- 助監督：志村正浩
- スチール：藤本武

## キャスト
- 国分勝：菅原文太
- 前川竜三：松方弘樹
- 佐貫五郎：南利明
- 直美：武原英子
- 野口庫吉：北村英三
- 磯部清：唐沢民賢
- 小池武：友金敏雄
- 川口三次：奈辺悟
- 正夫：大木晤郎
- 山田繁：広瀬義宣
- 菊水一家子分：香月涼二
- 中年の男：谷村昌彦
- 前川まゆみ：池田幸路
- 悦子：金井由美
- 哲：大前均
- 宏：赤松志乃武
- 五味守男：岩尾正隆
- 藤沢徹：池田謙治
- 貞：宇崎尚韶
- 二郎：志賀勝
- 吉岡保：小山田良太
- 理事長：堀正夫
- 馬賊：秋山勝俊、蓑和田良太
- 二郎：山岡徹也、矢奈木邦二郎、有島淳平
- 南田一家子分：波多野博、疋田泰盛
- 中年男：那須伸太朗
- 屋台の親父：矢野幸男
- クラブのママ：日暮郷子
- クラブのホステス：三枝啓子、林三恵
- 喫茶店の従業員：山田みどり
- 店主の妻：丸平峰子
- 赤岩泰治：沼田曜一
- 中西勇次：高橋昌也
- 若林義市：渡辺文雄
- 大月慎吾：安藤昇

## 同時上映
『現代ポルノ伝 先天性淫婦』
- 脚本：掛札昌裕、鈴木則文 / 監督：鈴木則文 / 主演：池玲子